# Серебров, Лев Борисович
Лев Борисович Серебров (1 мая 1939, Воронеж — 31 декабря 2011, Москва) — депутат Государственной Думы, член фракции Единая Россия, заместитель председателя Комитета ГД по делам ветеранов, первый заместитель председателя Всероссийской общественной организации ветеранов «Боевое Братство».

## Биография
Родился 1 мая 1939 года в г. Воронеже. Отец, Борис Георгиевич Серебров, был специалистом по японскому языку. В начале Великой Отечественной войны поступил на военную службу. В 1943 году был заброшен в Японию. Пропал без вести. Мать, Галина Сергеевна Сереброва (в девичестве Попова), была очень артистичной женщиной, в начале 40-х годов училась во ВГИКе. В 1944 году в возрасте 5-ти лет Серебров Л. Б. был эвакуирован с матерью в Ташкент. Затем семья перебралась в г. Фрунзе Киргизской ССР и там обосновалась.
В 1959 году поступил в Ташкентское высшее общевойсковое командное училище имени В. И. Ленина, которое окончил в 1962 г. В период учёбы в училище увлекался футболом. Будучи курсантом, приглашался в основной состав одной из сильнейших в то время футбольных команд СССР «Пахтакор». Однако, остался на военной службе. В 1961 году женился на Эллеоноре Анатольевне Дикаревой (Серебровой), с которой прожил всю дальнейшую жизнь.
По окончании ТВОКУ был назначен на должность секретаря комсомольской организации училища.
В 1966 году старший лейтенант Серебров поступил в Военно-политическую академию имени В. И. Ленина, которую окончил в 1970 году с отличием. По окончании академии проходил военную службу в Туркестанском военном округе (ТуркВО) — Ташкент, Небит-Даг, Кизыл-Арват, Термез.
В 1977 году подполковник Серебров был назначен на должность начальника политического отдела 108-й Невельской мотострелковой дивизии в г. Термезе Узбекской ССР. В декабре 1979 года дивизия первой вошла в Афганистан.
В 1981 году полковник Серебров поступил в Военную академию Генерального штаба Вооружённых сил СССР им. К. Е. Ворошилова и окончил её в 1983 году.
С 1983 г. по 1985 г. — первый заместитель начальника политупправления, Члена Военного Совета Армии в г. Нора (ГСВГ). С 1985 г. по 1987 г. — генерал-майор Серебров Л. Б. начальник политуправления, Член Военного Совета Армии в г. Ивано-Франковск Украинской ССР.
С 1987 по 1989 гг. во второй раз откомандирован в Афганистан, входил в оперативную группу Министерства обороны (руководитель — генерал армии В. И. Варенников).
С 1989 г. по 1991 г. — заместитель главного военного советника в Анголе.
В 1991 г. был уволен в запас в звании генерал-майора.
В 1991—2007 гг. возглавлял ряд коммерческих структур, в том числе до 2007 г. был генеральным директором ООО «Техвнешторг».
С 1991 г. сотрудничал с различными ветеранскими организациями. Являлся идеологом, создателем и организатором Всероссийской общественной организации ветеранов «Боевое братство».
С 1997 г. занимал пост первого заместителя председателя «Боевое братство» (председатель — Борис Громов), c 2009 года — председателя его исполкома.
В 2007 г. был избран депутатом Государственной Думы ФС РФ пятого созыва в составе федерального списка кандидатов, выдвинутого Всероссийской политической партией «Единая Россия» (№ 13 в региональной группе № 54 (Московская область)). Член фракции «Единая Россия», заместитель председателя Комитета ГД по делам ветеранов.
Умер 31 декабря 2011 года после тяжёлой продолжительной болезни, похороны состоялись 3 января 2012 года на Троекуровском кладбище Москвы.

## Личная жизнь
Был женат, имел двух дочерей, троих внуков.
Его жена, Эллеонора Анатольевна, — педиатр, детский офтальмолог, в настоящее время на пенсии.
Дочь Ирина (Бойко) — востоковед-индолог, экономист, руководит семейным предприятием, замужем за Юрием Тимофеевичем Бойко — офицером-афганцем.
Дочь Евгения (Бутакова) — замужем за офицером-летчиком Бутаковым Александром Леонидовичем.

## Награды
- Орден «За службу Родине в Вооружённых Силах СССР» III степени
- Орден Дружбы народов
- Два ордена Красной Звезды
- Медали «За безупречную службу» I, II, III степеней
- Ордена Звезды Демократической Республики Афганистан I, II, III степеней
- Благодарность Правительства Российской Федерации (15 июля 2010 года) — за заслуги в законотворческой деятельности и многолетнюю добросовестную работу[3]